# Rudi Fink
Rudi Fink, född den 6 juni 1958 i Cottbus i Tyskland, är en östtysk boxare som tog OS-guld i fjäderviktsboxning 1980 i Moskva. I finalen besegrade han kubanen Adolfo Horta med 4–1.